# از این جان سالم به‌در ببر
از این جان سالم به‌در ببر (به انگلیسی: Live Through This) دومین آلبوم استودیویی از گروهٔ موسیقی آلترناتیو راک آمریکایی هول می‌باشد که در ۱۲ آوریل سال ۱۹۹۴  سوی دی‌جی‌سی رکوردز منتشر گردید. این آلبوم که در اواخر سال ۱۹۹۳ ضبط شد، تغییری اساسی در سبک گروه ایجاد کرد و از زیبایی‌شناسی نامتعارف هاردکور فاصله گرفت تا به سمت ملودی‌های پخته‌تر و ساختارهای آهنگی منسجم‌تر حرکت کند. کورتنی لاو، خوانندهٔ اصلی گروه، گفته بود که می‌خواست این اثر «برای کسانی که فکر می‌کنند ما هیچ بعد لطیفی نداریم، شوکه‌کننده باشد»، اما در عین حال حس زمختی و تندی خود را حفظ کند. آلبوم توسط شان اسلید و پل کیو کالداری تهیه و تولید و توسط اسکات لیت و جی ماسکیس میکس شده‌است. اشعار و طراحی گرافیکی آلبوم بازتاب‌دهنده‌ی درگیری ذهنی لاو با مفاهیمی همچون زیبایی، مایگان شیر، مادر بودن، ضدنخبه‌گرایی، و خشونت علیه زنان است. او عنوان آلبوم را از یکی از نقل‌قول‌های فیلم بربادرفته (۱۹۳۹) الهام گرفته است.